# U-Bahn-Station Neubaugasse
Neubaugasse is een metrostation in het district Mariahilf van de Oostenrijkse hoofdstad Wenen. Het station werd geopend op 4 september 1993 als onderdeel van het tweede deel van de  U3 tussen Volkstheater en Westbahnhof.

## Geschiedenis
Op 26 januari 1968 werd besloten om een metronet in Wenen aan te leggen. In de nadere uitwerking van het metronet, de U-Bahn-Netzvariante M uit 1970, was lijn U3 opgenomen met een vertakking bij  Volkstheater. De noordelijke tak zou een station krijgen bij het kruispunt Burggasse/Neubaugasse dat de naam Neubaugasse zou krijgen, terwijl aan de zuidelijke tak station Kirchengasse zou worden gebouwd. In september 1981 werd de praktijkproef gehouden voor een metrodienst met vertakking, dit leidde tot zoveel verstoringen dat werd afgezien van het vertakken van lijnen. De noordtak naar Ottakring kwam er niet en in plaats daarvan werd de zuidtak van de U3 aan de westkant afgebogen naar Ottakring, de naam Neubaugasse werd toegekend aan het geplande station Kirchengasse.

## Ligging en inrichting
Het station is het oostelijkste van de twee gestapelde stations onder de Mariahilfer Straße, de grens van het 6e en 7e district, en strekt zich uit tussen de Kirchengasse en Neubaugasse. Het station is genoemd naar de winkelstraat die iets ten westen van het station uitkomt op de  Mariahilfer Straße. De perrons liggen op niveau -2 en -3 langs de noordrand van de sporen, ze zijn aan beide uiteinden via vaste trappen en roltrappen verbonden met de respectievelijke verdeelhallen op niveau -1. De oostelijkste hiervan is verbonden met de kelder van warenhuis Gerngross op de hoek Kirchengasse/Mariahilfer Straße. De ligging onder de drukste winkelstraat van Wenen zorgt voor een grote reizigerstroom, maar leidde ook tot een verspreiding van bedelaars en het drugsmilieu. 

## Linienkreuz U2/U5
In 2014 werd het project Linienkreuz U2/U5 gepresenteerd  waarin onder meer de U2 naar het zuiden van de stad verlengd wordt. De zuidtak kruist de U3 bij de Neubaugasse en dit wordt dan ook het overstappunt tussen de U2 en U3. De perrons komen op 35 meter diepte haaks onder de tunnel van de U3 bij de Kirchengasse. De bouw van het deel voor de U2 is begonnen in 2020 en moet in 2028 voltooid zijn. De toegang op de hoek Kirchengasse/Mariahilfer Straße zal worden voorzien van liften en de nieuwe toegang in de Kirchengasse aan de noordkant van de perrons van de U2 komt bij de halte van tramlijn 49 bij de Siebensternplatz. 